# Liste des dénominations tchèques d'origine protégée
La liste des dénominations tchèques d'origine protégée énumère alphabétiquement les produits agricoles et denrées alimentaires de qualité labellisés chránené oznacení puvodu en abrégé (CHOP), qui ont été produits, transformés et élaborés en République tchèque avec un savoir-faire reconnu et constaté selon la norme européenne : ces dénominations sont inscrites dans le registre en langue française des appellations d'origine protégée (AOP).

## Fruits, légumes et céréales en l'état ou transformés
- Nošovické kysané zelí - enregistré le 07.02.2008 (choucroute de Nošovice)
- Všestarská cibule - enregistré le 17.07.2008 (oignon de Všestary)

## Poissons, mollusques, crustacés frais et produits dérivés
- Pohorelický kapr - enregistré le 09.05.2007 (carpe de Pohořelice)

## Autres produits (épices, etc.)
- Český kmín - enregistré le 21.05.2008 (cumin tchèque)
- Chamomilla bohemica - enregistré le 11.07.2008 (camomille de Bohême)
- Žatecký chmel - enregistré le 09.05.2007 (houblon de Žatec)

## Sources
Base de données officielle des AOP, IGP et STG de l'Union européenne : DOOR